# Amitai Etzioni
Amatai Etzioni (født Werner Falk 4. januar 1929, død 31. maj 2023) var en tysk-israelsk-amerikansk sociolog. Han er kendt som grundlæggeren af kommunitarisme. 
Han studerede på Hebrew University i Jerusalem efter at være flygtet fra Nazi-Tyskland i 1930'erne. I 1958 tog han PhD-graden i sociologi ved University of California, Berkeley på kun 18 måneder. 
Han var professor i sociologi ved Columbia University i tyve år. I 1980 blev han den første professor ved The George Washington University, hvor han var leder af instituttet for kommunitarianske studier. Han leder også tænketanken "Communitarian Network" i Washington D.C.[kilde mangler]